# Lijst van voetbalinterlands Canada - Puerto Rico
Deze lijst van voetbalinterlands is een overzicht van alle officiële voetbalwedstrijden tussen de nationale teams van Canada en Puerto Rico. De landen speelden tot op heden drie keer tegen elkaar. De eerste ontmoeting, een kwalificatiewedstrijd voor het Wereldkampioenschap voetbal 2014, werd gespeeld op 6 september 2011 in Bayamón. Het laatste duel, een vriendschappelijke wedstrijd, vond plaats in Bayamón op 30 maart 2015.

## Wedstrijden
| № | Plaats  | Datum            | Competitie           | Wedstrijd            | Uitslag |
| - | ------- | ---------------- | -------------------- | -------------------- | ------- |
| 1 | Bayamón | 6 september 2011 | WK 2014 kwalificatie | Puerto Rico – Canada | 0 – 3   |
| 2 | Toronto | 11 oktober 2011  | WK 2014 kwalificatie | Canada – Puerto Rico | 0 – 0   |
| 3 | Bayamón | 30 maart 2015    | Vriendschappelijk    | Puerto Rico – Canada | 0 – 3   |

## Samenvatting
| Competitie        | Totaal gespeeld | Winst Canada | Gelijk | Winst Puerto Rico | Doelsaldo Canada – Puerto Rico |
| ----------------- | --------------- | ------------ | ------ | ----------------- | ------------------------------ |
| WK-kwalificatie   | 2               | 1            | 1      | 0                 | 3 − 0                          |
| Vriendschappelijk | 1               | 1            | 0      | 0                 | 3 − 0                          |
| Totaal            | 3               | 2            | 1      | 0                 | 6 − 0                          |

Wedstrijden bepaald door strafschoppen worden, in lijn met de FIFA, als een gelijkspel gerekend.

## Details

### Eerste ontmoeting
| WK 2014 kwalificatie (Bayamón, Puerto Rico, 6 september 2011): |       |                                                       |
| Puerto Rico                                                    | 0 – 3 | Canada                                                |
|                                                                | goals | 42' Iain Hume 84' Simeon Jackson 90' Tosaint Ricketts |

### Tweede ontmoeting
| WK 2014 kwalificatie (Toronto, Canada, 11 oktober 2011): |       |             |
| Canada                                                   | 0 – 0 | Puerto Rico |
|                                                          | goals |             |

### Derde ontmoeting
| Vriendschappelijk (Bayamón, Puerto Rico, 30 maart 2015): |       |                                                            |
| Puerto Rico                                              | 0 – 3 | Canada                                                     |
|                                                          | goals | 42' Tosaint Ricketts 60' Randy Edwini-Bonsu 72' Cyle Larin |